# Safari (J Balvin)
Safari è un singolo del cantante colombiano J Balvin, pubblicato nel 2016 ed estratto dall'album Energia. Il brano si avvale della collaborazione del cantante e produttore Pharrell Williams, della rapper Bia e del produttore Sky.

## Tracce
- Download digitale

1. Safari (featuring Pharrell Williams, BIA & Sky) – 3:25

## Classifiche

### Classifiche di fine anno
| Classifica (2017) | Posizione |
| ----------------- | --------- |
| Perù              | 57        |